# Веселе жене виндзорске
Веселе жене виндзорске или Сер Џон Фалстаф и веселе жене виндзорске је комедија Вилијама Шекспира, први пут објављена 1602. године, иако се верује да је написана 1597. или пре тога. Виндзор у наслову представе је референца на град Виндзор, такође локацију замка Виндзор у Беркширу, Енглеска. Иако је номинално смештен у време владавине Хенрија IV или почетком владавине Хенрија V, комад не претендује да постоји изван савременог живота енглеске средње класе из елизабетанског доба. У њему се појављује лик сер Џон Фалстаф, дебели витез који је раније био приказан у Хенрију IV, 1. и 2. део. За оперу је адаптиран најмање десет пута. Комад је једно од Шекспирових мање цењених дела међу књижевним критичарима. Традиција каже да су Веселе жене из Виндзора написане на захтев краљице Елизабете I. Након што је одгледала Хенри IV први део, замолила је Шекспира да напише драму која приказује заљубљеног Фалстафа.

## Ликови
- Сер Џон Фалстаф
- Бардолф, Пистол, Ним – Фалстафови пратиоци
- Робин – Фалстафов паж
- Господа Френк Форд и Џорџ (Томас) Пејџ – два господина који живе у Виндзору
- Вилијам Пејџ – дечак, син Пејџов
- Сер Хју Еванс - велшки свештеник
- Доктор Кајус - француски лекар
- Џон Рагби – слуга доктора Кајуса
- Госпођа Квикли – слуга доктора Кајуса
- Роберт Шелоу – сеоски судија
- Абрахам Слендер - рођак судије Шелоуа
- Питер Симпл – Слендеров слуга
- Фентон – млади господин
- Домаћин гостионице Гартер
- Господарица Алис Форд
- Господарица Маргарет Пејџ
- Ен Пејџ – Маргаретина ћерка, заљубљена у Фентона

## Радња
Радња је номинално смештена у рани 15. век, у исти период као и драме Хенрија IV са Фалстафом, али постоји само једна кратка референца на овај период, линија у којој се каже да је лик Фентона био један од бунтовних пријатеља принца Хала („правио је друштво дивљем принцу и Поинсу“). У свему осталом, представа подразумева савремену поставку елизабетанског доба, око 1600.
Фалстаф стиже у Виндзор са врло мало новца. Он одлучује да ће се, да би стекао финансијску предност, удварати двема богатим удатим женама, господарици Форд и господарици Пејџ. Фалстаф одлучује да пошаље женама идентична љубавна писма и тражи од својих слугу - Пистола и Нима - да их испоруче женама. Када они одбију, Фалстаф их отпушта, и, у знак освете, мушкарци говоре мужевима Форду и Пејџу о Фалстафовим намерама. Пејџ није забринут, али љубоморни Форд убеђује домаћина гостионице Гартер да га упозна са Фалстафом као "Г-дином Бруком" како би могао да сазна Фалстафове планове.
У међувремену, три различита мушкарца покушавају да придобију руку Пејџове ћерке, Ен Пејџ. Господарица Пејџ би желела да се њена ћерка уда за доктора Кајуса, француског лекара, док би девојчин отац желео да се она уда за г-дина Слендера. Ен је заљубљена у Фентона, али Пејџ је претходно одбио Фентона као удварача јер је проћердао своје значајно богатство за "живот на високој нози". Хју Еванс, велшки свештеник, покушава да добије помоћ Г-ђе Квикли (слуге доктора Кајуса) у удварању Ен за Слендера, али доктор то открива и изазива Еванса на дуел. Домаћин гостионице Гартер спречава овај дуел тако што сваком од њих каже различито место састанка, изазивајући велику забаву за себе, судију Шелоуа, Пејџа и друге. Еванс и Кајус одлучују да раде заједно како би се осветили домаћину.
Када жене добију писма, свака оде да каже другој, и брзо открију да су писма скоро идентична. „Веселе жене“ не занима остарели, претешки Фалстаф као удварач; међутим, ради сопствене забаве и освете за његове непристојне претпоставке према њима двема, претварају се да одговарају на његове нападе.
Све ово доводи до велике срамоте за Фалстафа. Г. Форд се представља као "г. Брук" и каже да је заљубљен у г-ђу Форд, али не може да јој се удвара јер је препуна врлина. Он нуди да плати Фалстафу да јој се удвара, говорећи да ће он сам моћи да је искушава када изгуби част. Фалстаф не може да верује својој срећи и каже "Бруку"' да је већ договорио састанак са господарицом Форд док је њен муж напољу. Фалстаф одлази да одржи свој састанак, а Форд говори да је у праву што сумња на своју жену и да је верујући Пејџ будала.
Када Фалстаф стиже да упозна газдарицу Форд, веселе жене га преваре да се сакрије у корпи за веш пуној прљаве, смрдљиве одеће која чека на прање. Када се љубоморни Форд врати да покуша да ухвати своју жену са витезом, жене су већ однеле корпу, а садржај (укључујући Фалстафа) бацили у реку. Иако ово утиче на Фалстафов понос, његов его је изненађујуће отпоран. Он је убеђен да се жене само "играју да га добију", па наставља своју потрагу за сексуалним узбуђењем, са пратећим капиталом и могућностима за уцене.
Фалстаф поново иде у сусрет женама, али господарица Пејџ се враћа и упозорава госпођу Форд на долазак њеног мужа. Покушавају да смисле друге начине да га сакрију осим корпе за веш у коју он одбија да поново уђе. Поново га преваре, овог пута да се преруши у гојазну тетку слушкиње госпође Форд, познату као "дебела жена из Брентфорда". Форд још једном покушава да ухвати своју жену са љубавником, али на крају удари „старицу“, коју презире и сматра је вештицом, и избаци је из своје куће. Пошто је претучен „у све дугине боје“, Фалстаф се жали на своју лошу срећу.
На крају, жене причају својим мужевима о низу шала које су извеле на Фалстафу, и заједно смишљају последњи трик који се завршава тако што он буде понижен пред целим градом. Рекли су Фалстафу да се обуче као "Херне, ловац" и да их сретне крај старог храста у шуми Виндзор (сада део Великог парка Виндзор). Затим облаче неколико локалне деце, укључујући Ен и Вилијама Пејџа, у виле и натерају их да штипају и опеку Фалстафа како би га казнили. Пејџ планира да обуче Ен у бело и каже Слендеру да је украде и ожени је током весеља. Господарица Пејџ и доктор Кајус се договоре да ураде исто, али су договорили да Ен буде обучена у зелено. Ен то говори Фентону, а он и домаћин организују да се Ен и Фентон уместо тога венчају.
Жене се сусрећу са Фалстафом и скоро одмах "виле" нападају. Слендер, Кајус и Фентон краду своје будуће невесте током хаоса, а остали ликови откривају Фалстафу своје праве идентитете.
Иако му је непријатно, Фалстаф изненађујуће добро прихвата шалу, јер види да је заслужио. Форд каже да мора да врати 20 фунти које му је "Брук" дао и узима Фалстафове коње као надокнаду. Изненада се појављује Слендер и каже да је преварен – "девојка" коју је одвео да се ожени није Ен већ дечак. Кајус стиже са сличним вестима - међутим, он се заправо оженио својим дечком. Долазе Фентон и Ен и признају да се воле и да су у браку. Фентон прекори родитеље што покушавају да натерају Ен да се уда за мушкарце које није волела, а родитељи прихватају брак и честитају младом пару. На крају сви заједно одлазе, а господарица Пејџ чак позива Фалстафа да пође са њима: „Хајде да идемо сви кући, и да се смејемо овоме поред сеоске ватре; сер Џон и сви“.

## Датум настанка и текст
Датум настанка драме је непознат; регистрован је за објављивање 1602. године, али је до тог датума вероватно био стар неколико година. У избору вила у 5. чину, сцена 5 (редови 54–75), Господарица Квикли, као краљица вила, држи дугачак говор дајући детаљан опис Реда витезова подвезице. Представа такође алудира на немачког војводу, за кога се генерално сматра да је Фридрих I, војвода од Виртемберга, који је посетио Енглеску 1592. и изабран за Орден подвезице 1597. (али је на крају постављен у Штутгарту тек 6. новембра 1603). Ове чињенице навеле су коментаторе, почевши од Едмонда Малоуна 1790. године, да сугеришу да је представа написана и изведена за фестивал Ордена подвезице. Вилијам Грин сугерише да је комад настао када је Џорџ Кери, 2. барон Хансдон, као лорд Чемберлен и покровитељ Шекспирове компаније, изабран за Орден подвезице у априлу 1597. Ако је то тако, вероватно је изведено када је Елизабета I присуствовала гозби подвезица 23. априла.
Теорија подвезице је само нагађање, али је у складу са причом коју су први записали Џон Денис 1702. и Николас Роу 1709: да је Шекспиру краљица Елизабета, која је желела да види Фалстафа у љубави, наредила да напише драму. Ову позоришну традицију Денис је први забележио у прологу своје адаптације драме The Comical Gallant. Он наводи да је краљица Елизабета „заповедила да се то заврши за четрнаест дана“. Роу је написао да је Елизабета „била толико задовољна тим дивним ликом Фалстафа, у два дела Хенрија Четвртог, да му је наредила да то настави у још једној представи“.
Подршка теорији подвезице је подељена. Ако је тачно, то би вероватно значило да је Шекспир написао Веселе жене виндзорске између Хенрија IV, 1. и 2. део. Критичари имају проблема да поверују у ово из неколико разлога. Један је да су Пистол и Шелоу представљени као нови ликови у Хенрију IV, други део, али у Веселим женама њихова веза са Фалстафом се подразумева здраво за готово. Т.В. Крек сугерише да је Шекспир био приморан да прекине рад на Хенрију IV, 2. део, пошто је написао већи део, јер су Веселе жене морале да буду завршене брзо. Друго могуће објашњење долази из епилога Хенрија IV, 2. део, који обећава да ће „наставити причу, са сер Џоном у њој“. Сер Џон се не појављује у Хенрију V, тако да су Веселе жене могле бити написане да испуне жељу.
Дана 18. јануара 1602 . године представа је уписана у Worshipful Company of Stationers and Newspaper Makers (Часна компанија штампара). Први кварто (величина књиге) је касније те године, у инфериорном тексту, објавио књижар Артур Џонсон. Објављен је у другом кварту 1619. године, као део Лажног фолија Вилијама Џегарда; супериорни текст Првог фолија уследио је 1623. године.
На насловној страни стоји да су у представи глумили људи лорда Чемберлена, „И пред Њеним Величанством, и другде“. Најранији дефинитивно датиран перформанс одиграо се 4. новембра 1604. у палати Вајтхол. Познато је и да је представа изведена 15. новембра 1638. у позоришту Cockpit-in-Court.

## Анализа и критика
Узимајући у обзир Фалстафа из Веселих жена виндзорских за разлику од Фалстафа приказаног у две драме Хенрија IV, Марк Ван Дорен каже: „Овде је само љуска Фалстафовог гласа." Харолд Блум о овом Фалстафу говори као о „безименом варалици који се маскира у великог сер Џона Фалстафа“. 
То што је Шекспир толико посрнуо са једном од својих највећих креација је загонетно и остаје да се пронађе задовољавајући разлог за то. Најочигледније објашњење је да је написано веома брзо. Лесли Хотсон је написао да је „сигурно да представа носи обележје брзоплетог писања“.

### Теме
Кључне теме Веселих жена укључују љубав и брак, љубомору и освету, друштвену класу и богатство. Истражене са иронијом, сексуалним инсинуацијама, сарказмом и стереотипним погледима на класе и националности, ове теме помажу да комад добије нешто ближе модеран поглед него што се често налази у Шекспировим драмама.
Представа је усредсређена на класне предрасуде Енглеске средње класе. Нижу класу представљају ликови као што су Бардолф, Ним и Пистол (Фалстафови следбеници), а вишу класу представљају сер Џон Фалстаф и Фентон. Шекспир користи и латински и погрешно коришћен енглески да би представио ставове и разлике људи овог доба. Много хумора потиче од претераних акцента др Кајуса и сер Хјуа Еванса. На пример, Кајус говори на претераном француском дијалекту; када сазна да се оженио пажом уместо господарице Ен, узвикне да се оженио „oon garcon“. Велики део комичног ефекта представе потиче од неспоразума међу ликовима.
Други научници кажу да се третман љубоморе у представи разликује од третмана у другим, попут Отела и Зимске приче. Љубомора Леонтеса и Отела је опасна и дубоко укорењена, док је Фордова љубомора нешто чему се треба ругати и смејати.

## Историја извођења
Веселе жене је била једна од првих Шекспирових представа која је изведена након што су позоришта поново отворена 1660. године након Интеррегнума. Семјуел Пипс је видео Краљеву компанију како то ради 5. децембра 1660. и поново 1661. и 1667. (иако му се ниједном приликом није допало). Године 1702. Џон Денис је понудио адаптацију (названа је "перверзија") драме под називом The Comical Gallant, or the Amours of Sir John Falstaff - која је пропала. Године 1824. Фредерик Рејнолдс је укључио Веселе жене у своју серију оперских адаптација, уз музику Хенрија Бишопа. Чарлс Кин се вратио Шекспировом тексту у продукцији из 1851. године. Артур Саливан је компоновао сценску музику за употребу у 5. чину продукције из 1874. у Гејти театру у Лондону, која је такође коришћена у продукцији позоришта Хајмаркет из 1889.
Током периода антинемачких осећања у Енглеској током Првог светског рата, многа немачка имена и титуле су промењена и добила више имена која звуче енглески, укључујући и краљевску породицу од Сакс-Кобург-Гота до Виндзора. Кајзер Вилхелм II који је као најстарији унук краљице Викторије и принца Алберта био члан Куће Сакс-Кобург-Гота преко своје мајке) се супротставио томе шаљиво рекавши да жели да види представу „Веселе жене Сакс-Кобург-Гота“.